# El Infiernillo
El Infiernillo és una entitat de població de l'Uruguai, ubicada a l'est del departament de Florida. Té una població aproximada de 160 habitants, segons les dades del cens del 2004.
Es troba a 174 metres sobre el nivell del mar.